# Dasysyrphus taibaiensis
Dasysyrphus taibaiensis är en tvåvingeart som beskrevs av Huo, Zhang och Zheng 2005. Dasysyrphus taibaiensis ingår i släktet skogsblomflugor, och familjen blomflugor.
Artens utbredningsområde är Shaanxi (Kina). Inga underarter finns listade i Catalogue of Life.